# Marina (ort i Kroatien, Dalmatien)
Marina är en ort i Kroatien.   Den ligger i länet Dalmatien, i den södra delen av landet, 280 km söder om huvudstaden Zagreb. Marina ligger 17 meter över havet och antalet invånare är 1 090. Den ligger på ön Brač.
Terrängen runt Marina är kuperad österut, men åt sydväst är den platt. Havet är nära Marina åt nordväst. Runt Marina är det tätbefolkat, med 257 invånare per kvadratkilometer. Närmaste större samhälle är Split, 17,7 km norr om Marina. 